# KPS AG
Die KPS AG ist eine im Jahr 2000 gegründete Unternehmensberatung mit Sitz in Unterföhring bei München. Das Unternehmen ist auf Strategie-, Prozess-, Applikations- und Technologieberatung im Handel und Konsumgüterbereich spezialisiert und unterhält Niederlassungen in 10 europäischen Ländern.

## Unternehmen
KPS wurde im Jahr 2000 von vier Ex-IBM- und Ex-Plaut-Managern gegründet. 2007 wurde das Unternehmen aus einem Reverse Takeover der Haitec und Autinform AG in die Aktiengesellschaft KPS AG umgewandelt. Unternehmenssitz der KPS AG ist Unterföhring bei München. 2013 übernahm KPS den SAP-Geschäftsbereich der Didas Business Service GmbH. 2014 schloss sich die KPS mit dem E-Commerce-Dienstleister getit Gesellschaft für Technologie- und Informationstransfer mbH (seit September 2016: KPS digital GmbH) zusammen. Im Dezember 2016 übernahm die dänische Tochtergesellschaft KPS Consulting A/S die Saphira Consulting A/S mit Sitz in Virum, Kopenhagen. Mit dem Erwerb von ICE Consultants Europe SL, einer führenden spanischen SAP-Unternehmensberatung, baut die KPS ihre Position als führende Unternehmensberatung für die digitale Transformation in Europa weiter aus. Mit Wirksamkeit zum 2. Oktober 2017 wird ICE eine hundertprozentige Tochtergesellschaft der KPS AG. Am 17. Dezember 2017 übernahm die KPS AG die Hamburger Strategieberatung Infront Consulting & Management.
Infront ist eine Beratungs-Boutique für digitale Strategie und Transformation im deutschsprachigen Raum. Den Innovationspreis der Wirtschaftswoche in den Jahren 2016, 2017 und 2018, dreimal in Folge der „Hidden Champion Award für Digitalisierung“ von Capital und WGMB sowie die Aufnahme in die Liste der „Beste Berater“ bei brandEins in den Jahren 2016 bis 2020 hat das Unternehmen erhalten. Infront Consulting bildet als eigenständige Marke die Strategieberatung zum Thema digitale Transformation innerhalb der Gruppe. Am 12. Februar 2018 übernahm die KPS AG die britische Digital-Agentur Envoy Digital Ltd. mit Sitz in Wimbledon. Envoy Digital ist spezialisiert auf die Beratung im E-Commerce und digitalen Marketing. Infront Consulting wurde zum 1. Januar 2018 – und Envoy Digital mit Wirksamkeit zum 2. Oktober 2018 – hundertprozentige Tochtergesellschaften der KPS AG. Am 17. Januar 2023 übernahm KPS die belgische SAP-Beratung Graphyte EU. Graphyte ist auf die Beratung in Supply Chain Management und Logistik spezialisiert und hat rund 40 Mitarbeiter.
KPS verfügt über weitere mehrere Standorte in Deutschland sowie Niederlassungen in Dänemark, Norwegen, Schweden, den Niederlanden, Belgien, Großbritannien und in Spanien. Mit Platz 6 zählt KPS auf der Lünendonk-Liste zu den führenden deutschen Beratungsunternehmen. Die KPS-Aktie ist im Prime Standard der Frankfurter Wertpapierbörse gelistet und an den Börsenplätzen Berlin-Bremen, Düsseldorf, Frankfurt, Hamburg, München und Stuttgart sowie auf Xetra handelbar.

## Dienstleistungen
KPS hat sich auf die digitale Transformation spezialisiert und berät Unternehmen in drei digitalen Dimensionen: Strategie, Customer Interaction sowie Enterprise Management. KPS berät von der Strategieentwicklung über die Prozessoptimierung, Applikations-Evaluierung bis hin zur Technologie-Implementierung. Dabei deckt KPS die Bereiche Warenwirtschaft, E-Commerce, Customer Experience, Marketing sowie Sales und CRM ab. KPS unterhält strategische Partnerschaften mit SAP, Mirakl, Commercetools, Salesforce, Spryker, Serrala, GK Kassen, Coremedia, Dynamic Yield u. a. m. KPS ist Mitglied und Advisory Board Member der MACH-Alliance.

## Branchen
Kunden kommen aus folgenden Segmenten des Einzel- und Großhandels:
- Lebensmittelhandel beispielsweise Globus Warenhaus SB, Denner AG, Coop Danmark, Sligro Food sowie Brakes Ltd.
- Mode beispielsweise s.Oliver, Puma, Hugo Boss und The KaDeWe Group
- Möbel beispielsweise Dodenhof und XXXLutz
- Fachhandel beispielsweise Elkjøp, Dehner Gartencenter, Fressnapf[8] und Sportscheck
- Konsumgüter- und produzierende Industrie, beispielsweise Emma Sleep, Coca-Cola European Partners, Velux und Electrolux[9]
- Logistik und Transportmanagement beispielsweise Modility, Hermes Fulfilment
- Engineering & Recycling Celsa Group, Lincoln Electric
- Energieversorger beispielsweise EON / Innogy